# Johann Jakob Baur

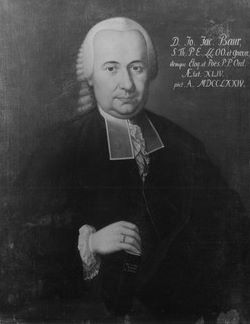
Johann Jakob Baur in der Tübinger Professorengalerie

Johann Jakob Baur  (* 20. Juni 1729 in Genkingen; † 5. November 1776 in Tübingen) war ein deutscher evangelischer Theologe, Orientalist und Philologe.

## Leben
Johann Jakob Baur wurde 1747 an der Universität Tübingen immatrikuliert. 1747 bekam er den Bacc. art. und 1749 den Mag. art verliehen. Ab 1749 studierte er Theologie. Er wurde Vikar in Lustnau. Ab 1754 war er Repetent in Tübingen. Von 1760 bis 1772 war Baur außerordentlicher Professor für Philosophie und orientalische Sprachen in Tübingen (Ernennung mit Reskript bereits am 15. Dezember 1759). 1769 wurde er außerdem außerordentlicher Professor für Theologie. 1770 wurde er zum Dr. theol. promoviert und von 1772 bis 1775 war er ordentlicher Professor für Griechisch, Hebräisch und orientalische Sprachen und übernahm gleichzeitig die Fächer Beredsamkeit und Dichtkunst. Ab 1775  war er außerordentlicher Professor für Theologie (4. Lehrstuhl) und von 1774 1775 zusätzlich Bibliothekar der Universität Tübingen; 1775 war Baur Rektor des Contuberniums. Sein 1774 gemaltes Porträt hängt in der Tübinger Professorengalerie.